# Hydractinia dendritica
Hydractinia dendritica är en nässeldjursart som beskrevs av Sydney John Hickson och Gravely 1907. Hydractinia dendritica ingår i släktet Hydractinia och familjen Hydractiniidae.
Artens utbredningsområde är Södra Ishavet. Inga underarter finns listade i Catalogue of Life.